# François Brisson (basket-ball)
Pour les personnes ayant le même patronyme, voir Brisson.
François Brisson est entraineur-assistant de Pierre Vincent de l'Équipe de France de basket-ball féminin depuis 2008. 
À ce poste il remporte le championnat d'Europe 2009 en Lettonie contre la Russie puis il atteint la finale des Jeux olympiques d'été 2012 à Londres, contre les États-Unis où les Françaises remportent la médaille d'argent.

## Palmarès
En tant qu'entraineur assistant :
- 2000 - Champion d'Europe avec l'équipe de France juniors masculins[1].
- 2004 - Vice-champion d'Europe avec l'équipe de France espoirs féminine[1].
- 2009 - Champion d'Europe avec l'équipe de France féminine.
- 2012 - Vice-champion Olympique avec l'équipe de France féminine.
- Médaille d'or au championnat d'Europe 2013 en France (assistant coach)